# Elton (Durham)
Pour les articles homonymes, voir Elton.
Elton est un village et une paroisse civile du comté de Durham, en Angleterre. Il est situé dans le sud-est du comté, à quelques kilomètres à l'ouest du centre-ville de Stockton-on-Tees. Administrativement, il relève du borough de Stockton-on-Tees.